# Julefrid med Carola
Julefrid med Carola är ett jul-EP av den svenska popsångerskan Carola Häggkvist. Den släpptes den 29 november 1983. 

## Låtlista

### Sida A
1. Hej, mitt vinterland
2. Nu tändas tusen juleljus
3. Härlig är jorden (Deijlig er jorden)

### Sida B
1. Bjällerklang (Jingle Bells)
2. Stilla natt (Stille Nacht, heilige Nacht)
3. O helga natt (Cantique de Noël)

## Medverkande
- Carola Häggkvist - sång
- Diana Nunéz, Lennart Sjöholm, Liza Öhman
- Sam Bengtsson - bas
- Magnus Persson - trummor
- Per Lindvall - trummor, slagverk
- Johan Stengård - flöjt
- Hasse Rosén, Håkan Mjörnheim - gitarr
- Kjell Öhman - klaviatur
- Peter Ljung - klaviatur, slagverk
- Lennart Sjöholm - producent

## Listplaceringar
| Lista (1983-1984) | Topplacering |
| ----------------- | ------------ |
| Norge             | 12           |